# Flequer

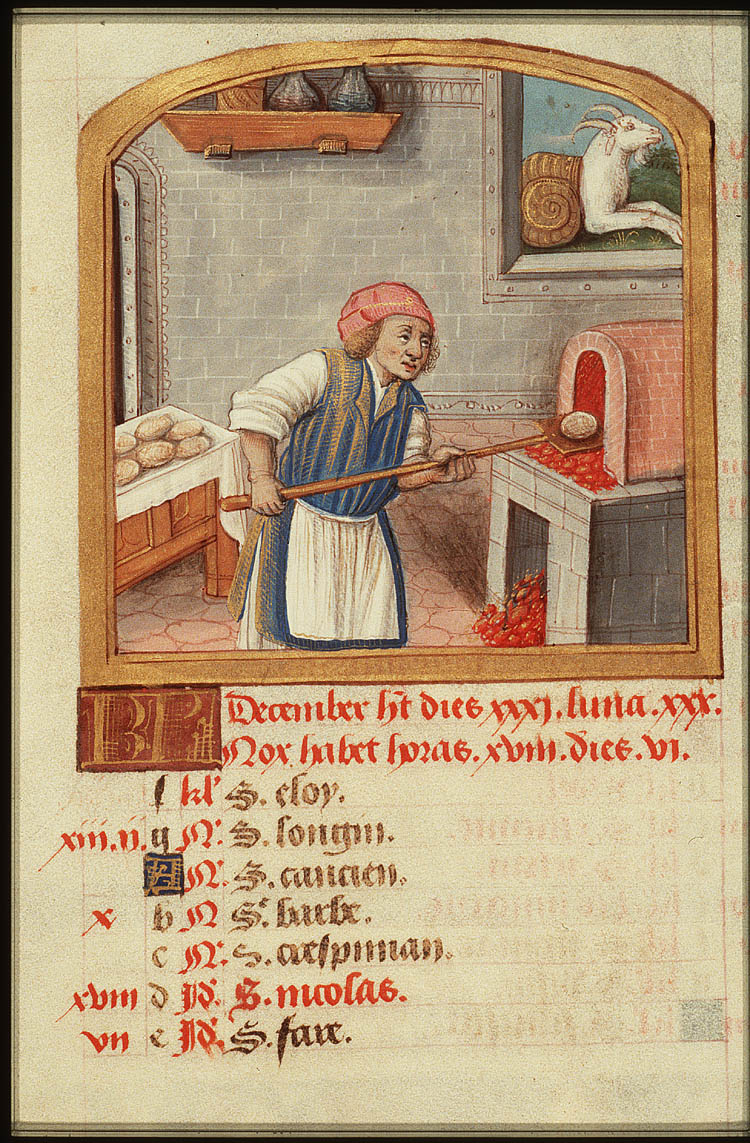
Il·lustració d'un flequer a un calendari medieval.

Un flequer o forner és una persona que té com a ofici la elaboració de pa en una fleca, obrador o forn de pa i la venda o comercialització del pa i altres productes de rebosteria. És considerat un ofici de l'artesania alimentària, encara que existeixen indústries panificadores de fabricació del pa.

## El pa artesà
La fleca tradicional elabora un producte i té una forma de treballar totalment diferent de com ho fa una indústria panificadora. La diferència qualitativa està en la forma de funyir (pastar) la massa, la cocció en un forn de sola, el treball amb llevats naturals i el repòs escaient de la massa. Això dona un producte totalment diferent de l'industrial.

## Procés d'elaboració
Els Ingredients bàsics són la farina de blat o algun altre cereal, l'aigua, la massa mare, el llevat fresc i la sal.
Mesura dels ingredients en les proporcions justes, seguint la fórmula.
Mescla i pastat dels ingredients (amassat) manualment o amb la màquina de pastar.
Procés de fermentació, que consisteix a deixar reposar la massa en una cambra de fermentació, amb una temperatura de calor adequada per tal que el llevat actuï i faci la seva funció de transformar el midó en glucosa. El resultat és una massa calenta i molt més inflada. Gràcies a la fermentació, s'aconsegueix la textura esponjosa, el bon sabor i el color daurat del pa.
Formació de les peces: és la divisió de la massa en bloc en peces més petites; després se’ls dona forma, bé sigui manualment o mecànicament.
Cocció, la darrera etapa del procés. A l'hora d'enfornar el pa és molt important tenir en compte les variables de temperatura i temps de cocció. Per consumir-lo, és aconsellable deixar-lo refredar fins que torni a la temperatura ambient.

## Història

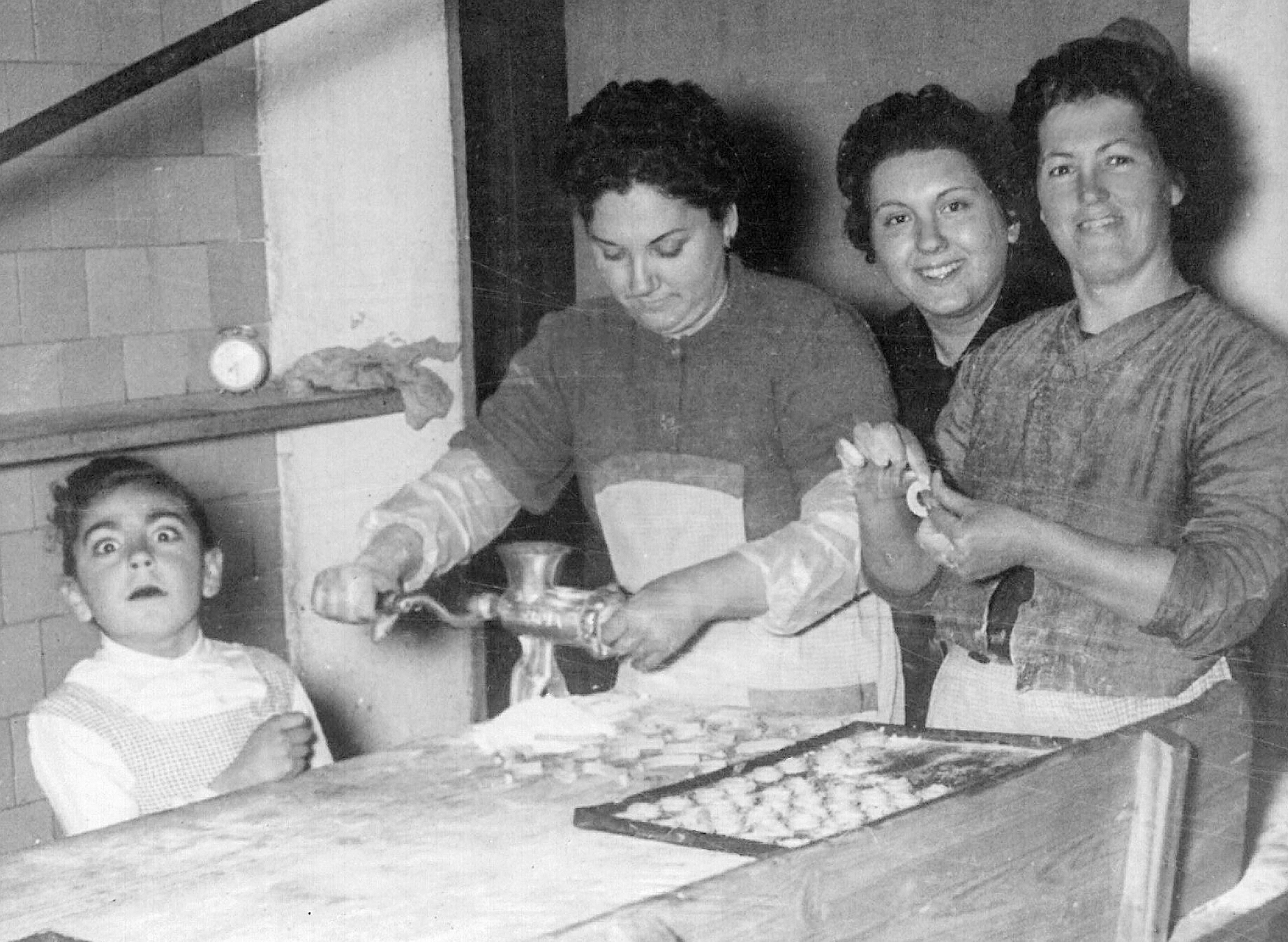
Dones cuinant en un forn de pa, Guadassuar, 1956.

Per conèixer els orígens del pa, cal remuntar-se a l'època neolítica de la Prehistòria.
Durant la civilització egípcia hi ha una gran evolució en la panificació: els egipcis descobreixen la fermentació.
L'ofici ja estava documentat en la Grècia clàssica. A les ciutats hel·lèniques existien professionals que vivien d'elaborar pa i la seva feina estava regulada per les autoritats. En el món grec es perfecciona l'art de fer pa i n'apareixen més de setanta varietats, fetes amb diferents cereals com el blat, la civada, l'ordi i, fins i tot, l'arròs; també s'afegeix a la massa, espècies, olis, mel o fruites seques. Es pot dir que les primeres botigues de pa són gregues, i segurament són les precursores de la pastisseria.
Durant l'imperi romà es milloren els molins, els forns i les màquines d'amassar; i es crea un pa específic per als militars: un pa que dura molts dies, ideal per a les llargues marxes durant les expedicions a altres països.
A l'Edat Mitjana, el flequer del poble era també en molts casos el moliner. Va ser un costum arrelat que el pagès que produïa cereal en destinés una part per al seu consum privat. Aquests cereal destinat a fer pa havia de ser molturat abans, i aquí entrava en joc el flequer. El pagès lliurava el seu gra al flequer perquè el molturés i a canvi en donava una part al flequer pel seu treball. D'aquesta forma la fleca es procurava una part important del seu subministrament de farina, sempre i quan aquesta activitat privada no vulnerés les normes del noble que controlava el territori, què normalment era qui tenia el domini sobre els molins.
El Gremi de Flequers de Barcelona fou fundat el 15 d'agost de 1368 de la unió dels gremis de forners i flequers durant el gegnat de Pere el Cerimoniós. A Lleida, el 1429, hi havia set flequers.
A Mallorca, els forners de la ciutat ja estaven organitzats al segle xiii, però les primeres ordinacions conegudes d'aquest col·legi professional són de 1476. El seu patró era sant Marçal, seguint la tradició del segle xiii recollida a la Llegenda àuria de Jaume de Voràgine, i celebraven la seva festa el 30 de juny a l'església del Sant Esperit (actualment de Sant Felip Neri). Tenien la sala al carrer de Sant Silvestre i Santa Coloma, que actualment fa part del carrer del Sindicat. L'escut del col·legi consistia en tres pales de forner amb tres pans cada una.
Fins a la segona meitat del segle xix, el pa que es feia a les cases i a les fleques era un pa rodó, dens i negre. Això era així perquè els cereals que es feien servir, principalment blat i sègol, no estaven mòlts en el grau d'extracció de què ara es disposa. És a dir, eren grans menys triturats (més integrals). Això donava al pa les característiques d'una molla compacta, densa i de color.
Els pans eren sempre rodons o en formats allargats, però de pes no inferior als 2 kg actuals. La barra de pa, com es coneix ara i el pes petit de les peces de pa no van ser un costum fins al primer terç del segle xx. Però el que va canviar el sistema de panificació i que va permetre fer uns pans diferents a aquells que s'havien fet durant segles, va ser l'aparició del llevat específic per la fleca i el molí de cilindres.
A països com França i Alemanya la fleca havia introduït el llevat de cervesa (Saccaromyces cerevisiae) com a element fermentatiu dels pans, però a començaments del segle xx es fan els primers assajos amb ceps de llevat especialment dissenyades per a la fleca. El llevat de cervesa es feia servir per accelerar la fermentació de les masses mare (el ferment natural que es va fer servir exclusivament durant segles); la seva introducció en el procés de panificació donava als pans una molla més lleugera i amb millor sabor. La utilització del llevat de cervesa es va anar estenent a Europa cap a finals del segle xviii i bona part del segle xix, fins a l'aparició del llevat premsat o en pols.
La invenció del molí de cilindres, autèntica innovació en el món de les farineres, va ser el detonant posterior d'alguns canvis en els processos de producció del pa. El molí de cilindres, que va aparèixer a principis del segle xix, va permetre fabricar farines molt més refinades i blanques, com les actuals. El molí de cilindres i el plansichter (cernedors plans a diferents nivells) van revolucionar el món fariner. Aquests dos avenços tecnològics en el sector moliner van permetre millorar substancialment la qualitat dels pans (més blancs i digeribles); les noves farines propiciaven uns pans fins de crosta i molla.
Amb les noves farines, tant el pa que es feia a les cases com el que feia el flequer canvien i són ja com es coneixen actualment, perquè no només ha canviat la matèria primera bàsica, la farina, sinó que també es canvia el procés de producció; els amassats són més intensius i els temps de fermentació s'escurcen.
Paral·lelament al creixement urbà i industrial de la ciutat, la fleca vivia, a finals del segle xix i principis del segle xx, la seva pròpia revolució industrial, introduint les primeres màquines al sector, com ara les pastadores i els forns elèctrics. Malgrat aquesta modernització de la fleca, més industrialitzada en les seves formes de fer, l'ofici de flequer no deixa de ser considerat un ofici artesanal.
Amb l'arribada del segle xx els flequers van començar a elaborar pans de diferents formats i pes, que van començar a «batejar» amb altres noms. És el que avui entendríem per marca. Exemples d'això són les especialitats com el pa de Viena, el pa de llet, la xapata o el pa de pagès.